# Fukushima
Fukushima (富士吉田市 Fukushima-shi?) este un municipiu din Japonia, centrul administrativ al prefecturii Fukushima în regiunea Tōhoku.

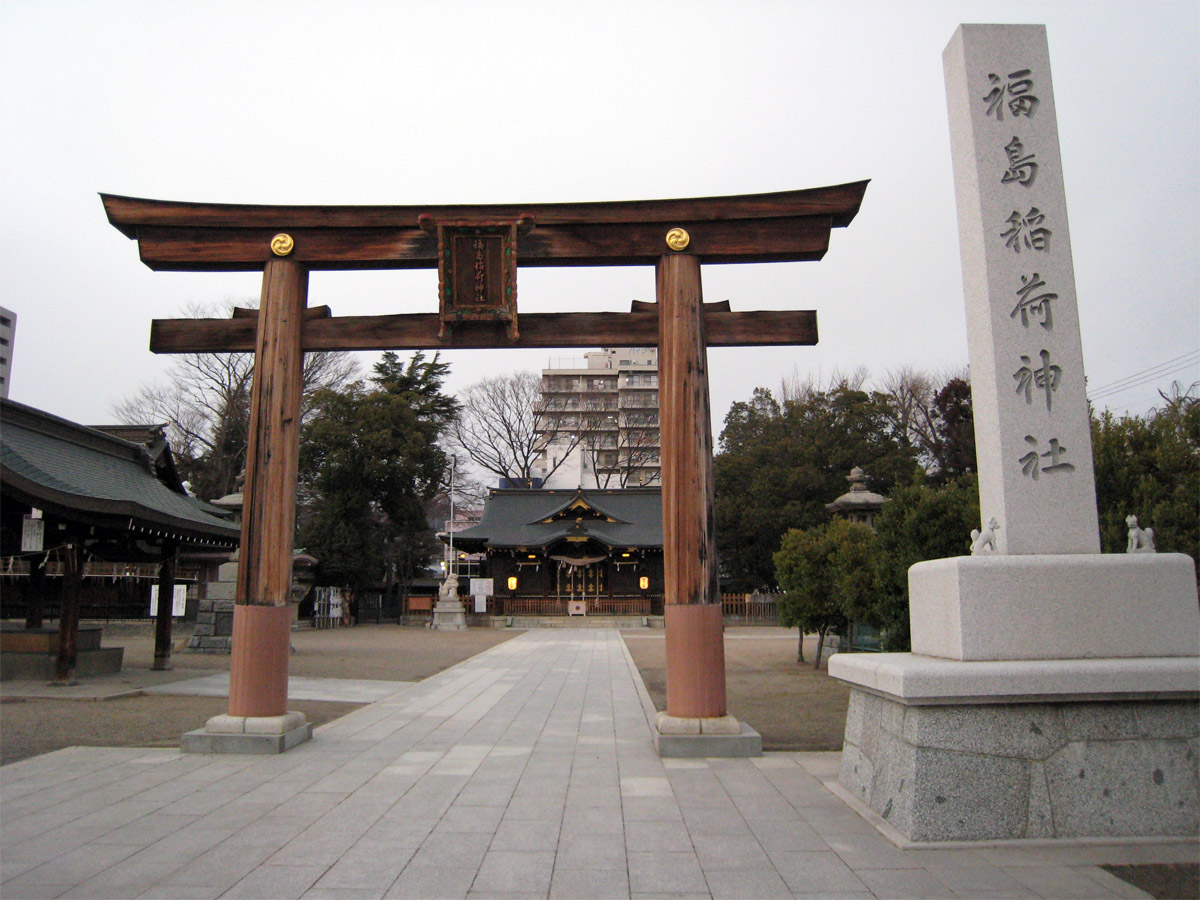
Templul şintoist Inari

La 11 martie 2011 regiunea Tōhoku, în care se află orașul, a fost afectată de un mare cutremur de pământ (a se vedea Cutremurul din Tōhoku). Cutremurul a cauzat un tsunami puternic care a afectat grav reactorul I din centrala nucleară Fukushima, aflată în apropierea orașului.